# José Julián Gaviria
José Julián Gaviria (né José Julián Gaviria Román le 8 avril 1995 à Bogotá,  Colombie), est un acteur et chanteur colombien.

## Biographie
José Julián Gaviria travaille dans ‘'El auténtico Rodrigo Leal’', ‘'La mujer en el espejo’' et ‘'Sin vergüenza’', Amo de casa, entre autres. 
Il interprète Lucas Gutierrez dans Dulce Amor, production de la chaîne Caracol. 
Il chante aussi. On peut entendre sa voix sur plusieurs telenovelas pour enfants. Il participe à plus de 60 annonces publicitaires.

## Filmographie

### Films
- 2011 : Lecciones para un Beso (Talleres Uchawi / RCN Cine / E-nnovva) : Alejandro
- 2005 : Buscando a Miguel : Miguel
- 2005 : La Voz de las Alas : Lázaro

### Telenovelas
- 2000 - 2001 : Padres e hijos (Colombiana de Televisión Caracol) : Tato
- 2003 :  El Auténtico Rodrigo Leal (Teleset Caracol ): Nachito
- 2006 : Floricienta (RCN) : Tomás Fritzenwalden (Coprotagoniste)
- 2004-2005 : La Mujer en el Espejo (Caracol, R.T.I. Telemundo) : Nachito
- 2007 : Sin Vergüenza (R.T.I. Telemundo) : Vicente
- 2007-2008 : Victoria (Caracol, R.T.I. Telemundo) : Martín Acosta
- 2010 : Doña  Bella (R.T.I. / RCN) : Manuel Segovia
- 2010 : Niñas Mal (MTV Latinoamérica) : Agustín "Tin" Linares
- 2011-2012 : Amo de casa (Foxtelecolombia / Mundofox / RCN) : Diego López
- 2012-2013 : Doubles Jeux (¿Quién eres tú?) (R.T.I. Telefutura) : Lucas Esquivel
- 2015-2016 : Dulce Amor : Lucas Gutierrez (Co-protagoniste)
- 2016 : La esclava blanca (Caracol Televisión) : Jaime Arturo Lopez
- 2016 : Yo Soy Franky (Televideo, Nickelodeon) : Prototipo 0NC3 "Once"